# Estádio Gamla Ullevi
O Gamla Ullevi é um estádio de futebol em Gotemburgo, na Suécia. Foi inaugurado em 2009, em substituição do Gamla Ullevi (1916). É o campo para os jogos de casa de quatro clubes da cidade: IFK Göteborg, GAIS, BK Häcken e Örgryte IS, bem como o estádio principal da Seleção Sueca de Futebol Feminino. Tem capacidade para cerca de 19 000 espectadores.